# Wila
Wila é uma comuna da Suíça, no Cantão Zurique, com cerca de 1.821 habitantes. Estende-se por uma área de 9,21 km², de densidade populacional de 198 hab/km². Confina com as seguintes comunas: Bauma, Fischingen (TG), Sternenberg, Turbenthal, Wildberg.
A língua oficial nesta comuna é o Alemão.